# Тинтин в Тибете
«Тинтин в Тибете» (фр. Tintin au Tibet) — двадцатый альбом из серии «Приключения Тинтина» бельгийского карикатуриста Эрже.
Комикс выпускался еженедельно с сентября 1958 года по ноябрь 1959 года в журнале Tintin и был опубликован в виде книги в 1960 году. Эрже считал этот том своей любимой частью всей серии.
История повествует о молодом репортёре Тинтине, который ищет своего друга Чана, который, по утверждениям властей, погиб в авиакатастрофе в Гималаях.

## Сюжет
Во время отпуска на курорте во Французских Альпах с Милу и капитаном Хэддоком Тинтин читает об авиакатастрофе в Гималаях Тибета. Затем у него появляется видение о его друге Чане, тяжело раненом и зовущем на помощь из-под обломков разбитого самолета. Убежденный, что Чан жив, Тинтин летит в Катманду через Дели с Милу и скептически настроенным капитаном Хэддоком. Они нанимают шерпа по имени Тарки и в сопровождении носильщиков отправляются по суше из Непала к месту крушения.
Носильщики в страхе покидают группу, когда обнаруживают таинственные следы, в то время как Тинтин, Хэддок и Тарки идут дальше и в конце концов достигают места крушения. Тинтин отправляется с Милу, чтобы проследить шаги Чанга, и находит пещеру, где Чан вырезал свое имя на камне. Выйдя из пещеры, он сталкивается с снежной бурей и замечает то, что кажется человеческим силуэтом. Тарки считает, что Тинтин видел йети, и убеждает его бросить своего друга и вернуться с ним в Непал, так как область слишком велика для поисков. Тинтин замечает шарф на скале, приходит к выводу, что Чан где-то поблизости, и продолжает путь только с капитаном. Пытаясь взобраться на скалу, Хэддок соскальзывает и висит вне досягаемости, подвергая опасности Тинтина, который привязан к нему. Он говорит Тинтину перерезать веревку, чтобы спастись, но Тинтин отказывается. Хэддок пытается перерезать ее сам, но роняет нож, предупреждая Тарки, который вернулся вовремя, чтобы спасти их. Они пытаются разбить лагерь на ночь, но теряют палатку и вынуждены идти дальше, не имея возможности спать, чтобы не замерзнуть. Они оказываются в пределах видимости буддийского монастыря Хор-Бийонг, прежде чем их настигает лавина.
Благословенная Молния, монах в монастыре, видит видение Тинтина, Милу, Хэддока и Тарки в опасности. Тинтин приходит в сознание и, слишком слабый, чтобы идти, дает Милу записку для передачи. Милу бежит в монастырь, теряет сообщение, но в нем узнают собаку из видения Благословенной Молнии. Тинтин, Хэддок и Тарки приходят в сознание в монастыре и предстают перед Великим Настоятелем. Настоятель говорит Тинтину прекратить свои поиски, но Благословенная Молния видит еще одно видение, в котором Тинтин узнает, что Чанг все еще жив в горной пещере у Рога Яка, и что Йети тоже там. Тинтин и Хэддок отправляются к Рогу Яка.
Они прибывают в пещеру. Тинтин заходит внутрь и находит Чанга, который лихорадит и трясется. Внезапно появляется Йети, оказавшийся большим антропоидом , реагирующим гневом на попытку Тинтина забрать Чанга. Когда он бросается на Тинтина, вспышка камеры Тинтина срабатывает и отпугивает Йети. Чанг говорит Тинтину, что Йети спас ему жизнь после крушения. Вернувшись в обитаемые земли, друзья с удивлением встречают Великого Аббата, который дарит Тинтину шарф ката в честь храбрости, которую он проявил ради своего друга Чанга. Пока группа возвращается домой, Чанг размышляет о том, что Йети не дикое животное, а имеет человеческую душу. Йети с грустью наблюдает за их уходом издалека.

## Анализ
Следующий за «Акулами Красного моря» (1958), в котором большое число персонажей, «Тинтин в Тибете» отличается от других историй комикс-сериала тем, что в нем участвуют всего несколько уже известных персонажей. Кроме того, это единственная часть, в которой Тинтину не противостоит антагонист.
Главными темами данной части являются экстрасенсорное восприятие, мистика тибетского буддизма и дружба. Переведенный на 32 языка, «Тинтин в Тибете» получил широкое признание критиков и обычно считается лучшим произведением Эрже. Он также получил высокую оценку Далай-ламы, наградившего его премией «Свет истины». История имела коммерческий успех и была опубликована в виде книги вскоре после её завершения.

## Экранизации и адаптации
Комикс был включён в мультсериал «Приключения Тинтина» (1992). Также альбом был адаптирован для постановки «Приключений» на BBC Radio 5 1992-93 гг. и видеоигры «Tintin in Tibet», выпущенной для платформы SNES.